# Dion and the Belmonts
Dion and the Belmonts var en amerikansk doo wop-grupp från Bronx, New York, ledd av sångaren Dion DiMucci och med Belmonts-medlemmarna Carlo Mastrangelo, Fred Milano och Angelo D'Aleo.
Gruppen bildades 1957 under namnet Dion & the Timberlanes, men ändrade 1958 namnet till Dion & the Belmonts. De slog igenom samma år med låten "I Wonder Why", vilken följdes upp av hitlåtar som "A Teenager in Love" och "Where or When". 1960 lämnade Dion gruppen för en framgångsrik solokarriär.

## Diskografi
Album
- 1958 – Presenting Dion And The Belmonts
- 1960 – Wish Upon A Star With Dion & The Belmonts
- 1967 – Together Again
- 1973 – Live At Madison Square Garden 1972

Singlar
- 1957 – "We Went Away" / "Tag Along"
- 1958 – "I Wonder Why" / "Teen Angel" (US #22)
- 1958 – "No One Knows" / "I Can't Go On (Rosalie)" (US #19)
- 1958 – "Don't Pity Me" / "Just You" (US #40	)
- 1959 – "A Teenager in Love" / "I've Cried Before" (US #5)
- 1959 – "Every Little Thing I Do" / "A Lover's Prayer" (US #48)
- 1959 – "Where or When" / "That's My Desire" (US #3)
- 1960 – "When You Wish Upon a Star" / "Wonderful Girl" (US #30)
- 1960 – "In the Still of the Night" / "A Funny Feeling" (US #38)
- 1966 – "My Girl The Month of May" / "Berimbau"
- 1967 – "Movin' Man" / "For Bobbie"